# Županovice (Boêmia Central)
Županovice é uma comuna checa localizada na região da Boêmia Central, distrito de Příbram.